# Лакатицька Рила
Лакатицька Рила (або Доспейська гора, Белчинська гора) — найпівнічна та найнижча частина Рили. Її назва походить від найбільшої річки, що зтікає з неї — Лакатиці (ліва притока Чорного Іскиру). Дві інших назви — Доспейська Белчинська гора — походять від назв двох селищ Доспей і Белчин, розташованих на її північних передгір'ях. Простягається по території Софійської та Кюстендильської областей.
Розташована в північній частині Рил, на півночі і північному заході схили спускаються відповідно до Самоковської і Дупницької котловина і через Клісурську сідловину (1025 м), пов'язується з розташованою північніше горою ВеРила. На півдні і південному сході долиною річки Чорний Іскир, а на південному заході — долиною річки Джерман (ліва притока Струми) відділяється від північно-західної ділянки Рил. Сідловиною заввишки 1650 м, розташованою між найвищими потоками двох річок, недалеко від гірського притулку «Вада», єднається з північно-західною частиною.
На відміну від інших ділянок, вона не має альпійського та субальпійського рельєфу та льодовикових озер. Її схили мають невеликий нахил і злегка розсічені. Річка Лакавиця (ліва притока Чорного Іскиру), що протікає з північного заходу на південний схід, розділяє її на дві частини — північну і південну. Її найвища точка — пік Зекириця 1733,8 м, розташований на південній частині. Інші високі вершини: Белчаниця 1654 м, Сухарево 1636 м, Рижана 1581 м, Викалата 1555 м, Цвічила 1517 м, Каркимо 1498 м, Білий камінь 1447 м, Капаклія 1423 м, Цар Шишман 1418 м, Марко 1411 м, Єлова могила 1262 м, Радомириця 1229 м, Гайдуцька могила 1224 м, Борська могила 1157 м.
Гора складається з метаморфічних порід (гнейси, сланці, амфіболіти) і старих третинних відкладень з вугільними нашаруваннями. На північній периферії є чіткі просідання, над якими гора піднялася над сусідніми долинами.
Клімат помірно континентальний з гірським впливом. Ґрунти в основному бурі лісові. Більшість гори вкрита лісами — хвойними, змішаними і широколистяними, на основі яких розвинені лісозаготівлі, а на хребті є хороші пасовища, які сприяють розвитку тваринництва.
Єдиним маркованим туристичним маршрутом є Е4, що з'єднує Вітошу, Верилу, Рилу, Пірин та Славянку. Лакатицька Рила була запропонована як частина NATURA 2000 в буферній зоні Рил, але була відхилена. У східній частині знаходиться заповідна територія «Букова Усойка». У ній зберігаються багатовікові букові ліси.
На периферії гірської частини розташовані 6 сіл: Сапарево (на північному заході), Клісура (на півночі), Доспей (на північному сході), Говедарці, Маджаре і Мала Цирква (на південному сходу).
У північних підніжжях, протягом 17,1 км проходить ділянка дороги другого класу № 62 — дорожньої мережі Кюстендил — Дупниця — Самоков.

## Топографічна карта
- Аркуш карти K- Благоевград. Масштаб: 1 : 100 000. (болг.)